# PokerStars Caribbean Adventure

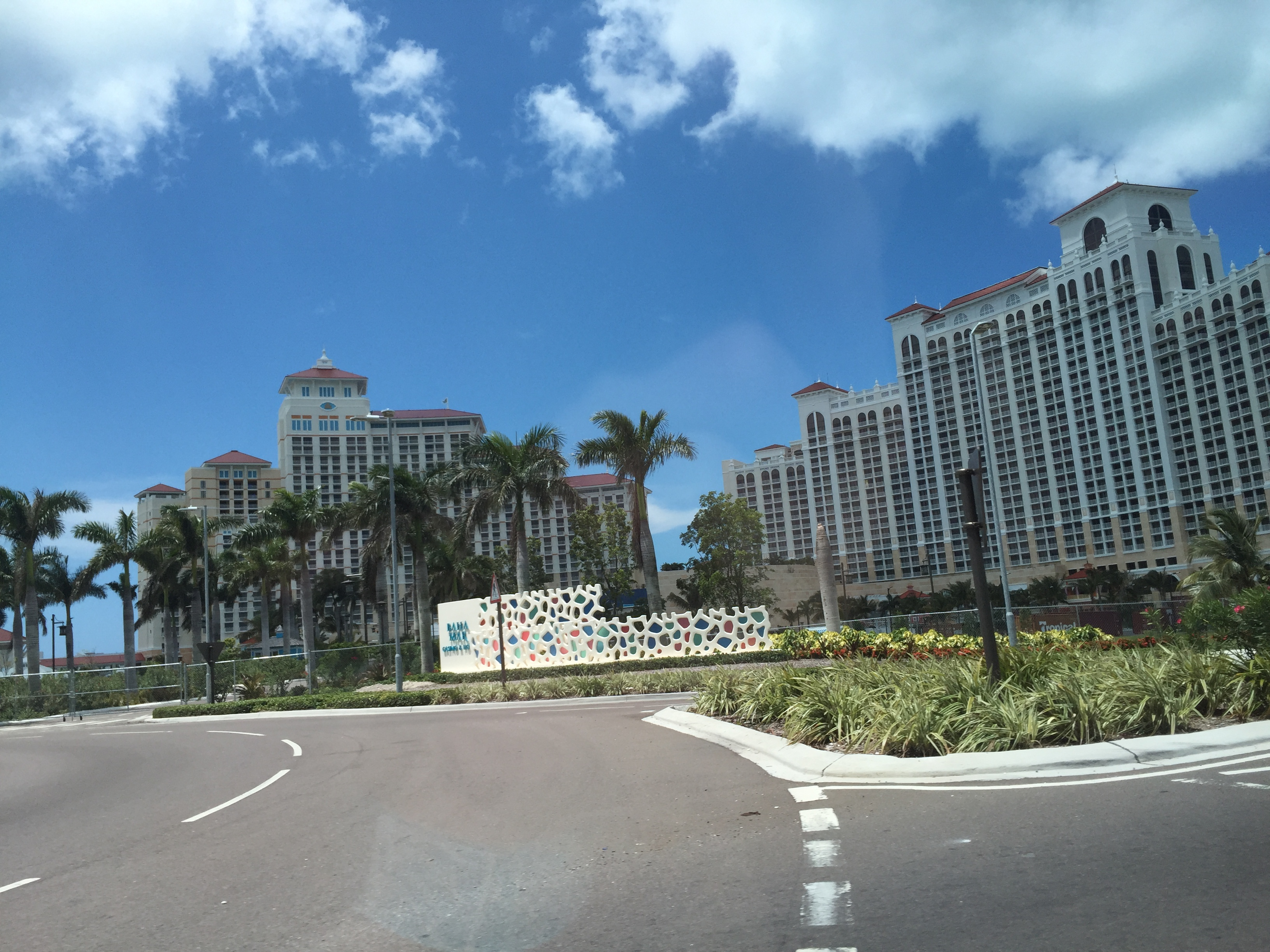
PCA und PSPC 2023 Baha Mar

Im Atlantis Resort & Casino wurde von 2004 bis 2019 gespielt

Das PokerStars Caribbean Adventure, kurz PCA, ist eine Pokerturnierserie, die von PokerStars veranstaltet wird. Sie wurde von 2004 bis 2019 einmal jährlich auf den Bahamas ausgespielt und 2023 erneut angeboten.

## Geschichte
Die Turniere werden jeweils zu Beginn eines Jahres ausgespielt. Austragungsort war von 2004 bis 2019 das Atlantis Resort & Casino auf Paradise Island, seit 2023 wird im Baha Mar in Nassau gespielt. Das PCA gehörte von 2004 bis 2007 zur World Poker Tour und wurde von 2008 bis 2016 im Rahmen der European Poker Tour ausgespielt. Im Januar 2017 fanden die Turniere unter dem Namen PokerStars Championship Bahamas statt. Im Januar 2018 kehrte das PokerStars Caribbean Adventure unter diesem Namen als eigenständige Turnierserie zurück.
Im Januar 2019 wurde beim PCA erstmals die PokerStars Players Championship ausgespielt, die das bisher größte 25.000 US-Dollar teure Pokerturnier weltweit war. Vom 30. Januar bis 3. Februar 2023 wurde die zweite Austragung gespielt.

## Eventübersicht

### Main Events

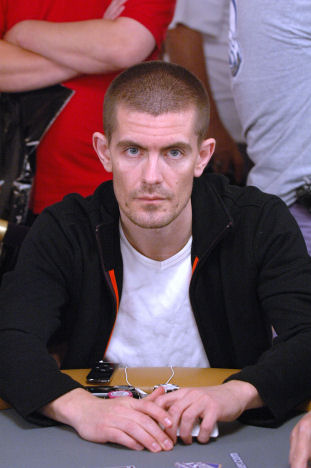
Gus Hansen gewann 2004 das erste PCA Main Event

| Beginn        | Buy-in (in $) | Teilnehmer | Sieger               | Herkunft               | Preisgeld (in $) | Quelle  |
| ------------- | ------------- | ---------- | -------------------- | ---------------------- | ---------------- | ------- |
| 24. Jan. 2004 | 07.500        | 0221       | Gus Hansen           | Danemark               | 0.455.780        | pokerdb |
| 5. Jan. 2005  | 08.000        | 0461       | John Gale            | Vereinigtes Konigreich | 0.890.600        | pokerdb |
| 4. Jan. 2006  | 07.800        | 0724       | Steve Paul-Ambrose   | Kanada                 | 1.388.600        | pokerdb |
| 6. Jan. 2007  | 08.000        | 0937       | Ryan Daut            | Vereinigte Staaten     | 1.535.255        | pokerdb |
| 5. Jan. 2008  | 08.000        | 1136       | Bertrand Grospellier | Frankreich             | 2.000.000        | pokerdb |
| 5. Jan. 2009  | 10.000        | 1347       | Poorya Nazari        | Kanada                 | 3.000.000        | pokerdb |
| 5. Jan. 2010  | 10.300        | 1529       | Harrison Gimbel      | Vereinigte Staaten     | 2.200.000        | pokerdb |
| 8. Jan. 2011  | 10.300        | 1560       | Galen Hall           | Vereinigte Staaten     | 2.300.000        | pokerdb |
| 7. Jan. 2012  | 10.300        | 1072       | John Dibella         | Vereinigte Staaten     | 1.775.000        | pokerdb |
| 7. Jan. 2013  | 10.300        | 0987       | Dimitar Dantschew    | Bulgarien              | 1.859.000        | pokerdb |
| 7. Jan. 2014  | 10.300        | 1031       | Dominik Pańka        | Polen                  | 1.423.096        | pokerdb |
| 8. Jan. 2015  | 10.300        | 0816       | Kevin Schulz         | Vereinigte Staaten     | 1.491.580        | pokerdb |
| 8. Jan. 2016  | 05.300        | 0928       | Mike Watson          | Kanada                 | 0.728.325        | pokerdb |
| 8. Jan. 2017  | 05.000        | 0738       | Christian Harder     | Vereinigte Staaten     | 0.429.664        | pokerdb |
| 8. Jan. 2018  | 10.300        | 0582       | Maria Lamprópulos    | Argentinien            | 1.081.100        | pokerdb |
| 11. Jan. 2019 | 10.300        | 0865       | David Rheem          | Vereinigte Staaten     | 1.567.100        | pokerdb |
| 23. Jan. 2023 | 10.300        | 0889       | Michele Dattani      | Portugal               | 1.316.963        | pokerdb |

### High Roller

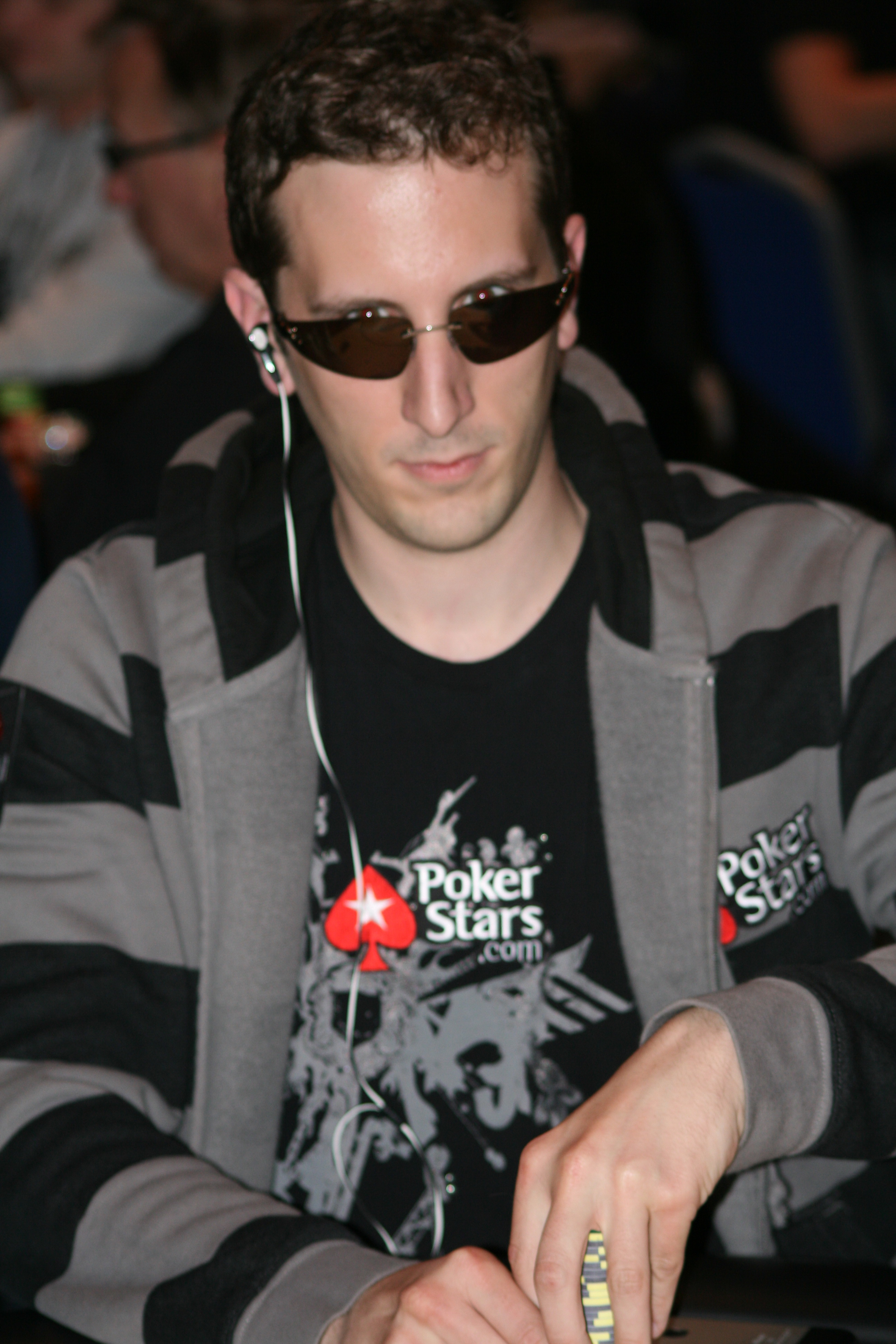
Bertrand Grospellier gewann 2009 den ersten PCA High Roller

Das High Roller kostet rund 25.000 US-Dollar. 2011 und 2012 wurden je zwei High Roller ausgespielt, wobei das zweite der beiden jeweils einen Buy-in von 10.200 US-Dollar hatte. Auch 2016 und 2018 wurden zwei High Roller ausgespielt, hierbei hatte das erste der beiden jeweils einen Buy-in von 50.000 US-Dollar.
| Beginn        | Teilnehmer | Sieger               | Herkunft           | Preisgeld (in $) | Quelle  |
| ------------- | ---------- | -------------------- | ------------------ | ---------------- | ------- |
| 7. Jan. 2009  | 048        | Bertrand Grospellier | Frankreich         | 0.433.500        | pokerdb |
| 11. Jan. 2010 | 084        | William Reynolds     | Vereinigte Staaten | 0.576.240        | pokerdb |
| 13. Jan. 2011 | 151        | Will Molson          | Kanada             | 1.072.850        | pokerdb |
| 16. Jan. 2011 | 068        | Alexander Kostrizyn  | Russland           | 0.263.840        | pokerdb |
| 12. Jan. 2012 | 148        | Alex Bilokur         | Russland           | 1.134.930        | pokerdb |
| 14. Jan. 2012 | 087        | Shawn Buchanan       | Kanada             | 0.202.360        | pokerdb |
| 12. Jan. 2013 | 204        | Vanessa Selbst       | Vereinigte Staaten | 1.424.420        | pokerdb |
| 11. Jan. 2014 | 247        | Jake Schindler       | Vereinigte Staaten | 1.192.624        | pokerdb |
| 12. Jan. 2015 | 269        | İlkin Qəribli        | Aserbaidschan      | 1.105.040        | pokerdb |
| 9. Jan. 2016  | 080        | Steve O’Dwyer        | Vereinigte Staaten | 0.945.495        | pokerdb |
| 12. Jan. 2016 | 225        | Nick Maimone         | Vereinigte Staaten | 0.996.480        | pokerdb |
| 12. Jan. 2017 | 159        | Lucas Greenwood      | Kanada             | 0.779.268        | pokerdb |
| 8. Jan. 2018  | 046        | Steve O’Dwyer        | Vereinigte Staaten | 0.769.500        | pokerdb |
| 12. Jan. 2018 | 142        | Christopher Kruk     | Kanada             | 0.836.350        | pokerdb |
| 14. Jan. 2019 | 162        | Martin Zamani        | Vereinigte Staaten | 0.895.110        | pokerdb |
| 1. Feb. 2023  | 187        | Ognjan Dimow         | Bulgarien          | 0.990.655        | pokerdb |

### Super High Roller

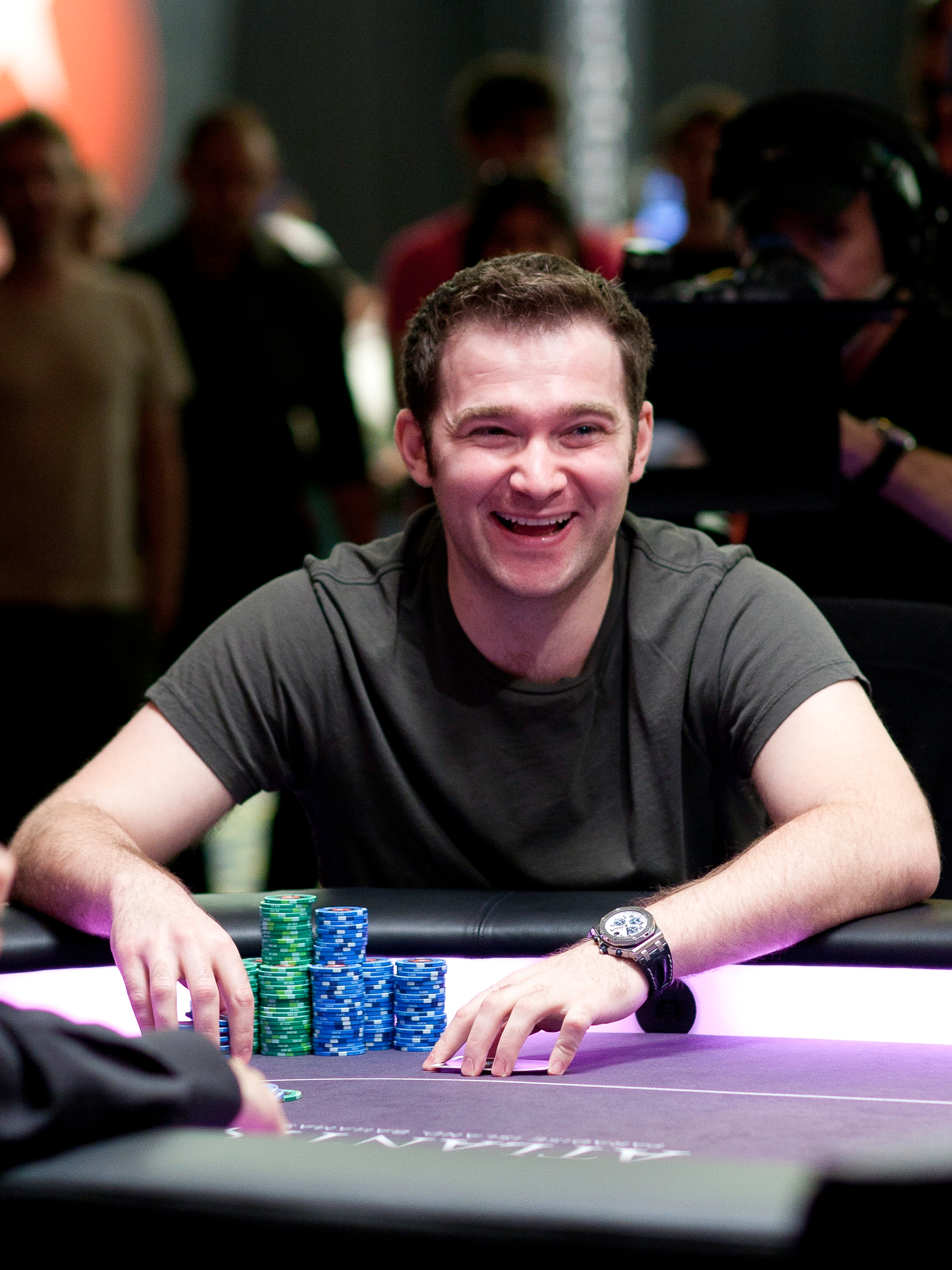
Eugene Katschalow gewann 2011 den ersten PCA Super High Roller

Das Super High Roller hat einen Buy-in von 100.000 US-Dollar.
| Beginn        | Teilnehmer | Sieger            | Herkunft           | Preisgeld (in $) | Quelle  |
| ------------- | ---------- | ----------------- | ------------------ | ---------------- | ------- |
| 6. Jan. 2011  | 38         | Eugene Katschalow | Ukraine            | 1.500.000        | pokerdb |
| 5. Jan. 2012  | 32         | Viktor Blom       | Schweden           | 1.254.400        | pokerdb |
| 5. Jan. 2013  | 55         | Scott Seiver      | Vereinigte Staaten | 2.003.480        | pokerdb |
| 5. Jan. 2014  | 56         | Fabian Quoss      | Deutschland        | 1.629.940        | pokerdb |
| 6. Jan. 2015  | 66         | Steve O’Dwyer     | Vereinigte Staaten | 1.872.580        | pokerdb |
| 6. Jan. 2016  | 58         | Bryn Kenney       | Vereinigte Staaten | 1.687.800        | pokerdb |
| 6. Jan. 2017  | 54         | Jason Koon        | Vereinigte Staaten | 1.650.300        | pokerdb |
| 6. Jan. 2018  | 48         | Cary Katz         | Vereinigte Staaten | 1.492.340        | pokerdb |
| 10. Jan. 2019 | 61         | Sam Greenwood     | Kanada             | 1.775.460        | pokerdb |
| 22. Jan. 2023 | 49         | Isaac Haxton      | Vereinigte Staaten | 1.082.230        | pokerdb |

### PokerStars Players Championship
Die 25.000 US-Dollar teure PokerStars Players Championship wurde erstmals vom 6. bis 10. Januar 2019 ausgespielt und lockte 1039 Spieler an, die einen Preispool von knapp 26,5 Millionen US-Dollar generierten. Sieger Ramón Colillas erhielt eine Siegprämie von 5,1 Millionen US-Dollar. Vom 30. Januar bis 3. Februar 2023 wurde das Turnier zum zweiten Mal gespielt. Erneut lag das Teilnehmerfeld bei über 1000 Spielern; den Sieg sicherte sich der Belarusse Aljaksandr Schylko, der aufgrund eines Deals mehr als 3 Millionen US-Dollar erhielt.
| Beginn        | Teilnehmer | Sieger             | Herkunft | Preisgeld (in $) |
| ------------- | ---------- | ------------------ | -------- | ---------------- |
| 6. Jan. 2019  | 1039       | Ramón Colillas     | Spanien  | 5.100.000        |
| 30. Jan. 2023 | 1014       | Aljaksandr Schylko | Belarus  | 3.121.838        |

## All Time Money List

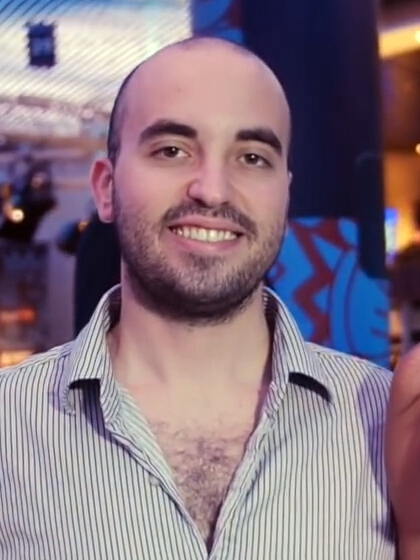
Bryn Kenney (2015)

Die folgenden Spieler erspielten sich bei PCA-Events das meiste Preisgeld:
| Platz                    | Spieler        | Herkunft           | Preisgeld (in $) |
| ------------------------ | -------------- | ------------------ | ---------------- |
| 1                        | Bryn Kenney    | Vereinigte Staaten | 6.262.731        |
| 2                        | Ramón Colillas | Spanien            | 5.102.100        |
| 3                        | Steve O’Dwyer  | Vereinigte Staaten | 3.910.382        |
| 4                        | Anthony Gregg  | Vereinigte Staaten | 3.183.095        |
| 5                        | Poorya Nazari  | Kanada             | 3.000.000        |
| 6                        | Julien Martini | Frankreich         | 2.974.000        |
| 7                        | Scott Seiver   | Vereinigte Staaten | 2.970.620        |
| 8                        | Sam Greenwood  | Kanada             | 2.927.337        |
| 9                        | Galen Hall     | Vereinigte Staaten | 2.877.080        |
| 10                       | Vanessa Selbst | Vereinigte Staaten | 2.824.640        |
| Stand: Ende des PCA 2019 |                |                    |                  |